# Hans Wilhelm Söder

Hans Wilhelm Söder, Selbstporträt 1952.

Hans Wilhelm Söder (* 2. März 1921 in Halberstadt; † 1. November 1990 in Landau an der Isar, Bayern) war ein deutscher Maler.

## Leben und Kunst
Über Söders Kindheit und Jugend ist wenig bekannt. Er war Sohn von Robert Hermann Söder, Musiker an der Dresdner Staatsoper und dessen Ehefrau Else Söder, geb. Roloff.
Zu Beginn des Zweiten Weltkrieges verließ Söder im Alter von 18 Jahren Deutschland, um nicht zum Kriegsdienst eingezogen zu werden. Er heuerte bei einer Handelsschifffahrt an und gelangte so nach Südostasien. Nachdem 1940 die Wehrmacht in die Niederlande einmarschierte, wurden alle Deutschen in Niederländisch-Indien (Indonesien) interniert.
Durch diese Ereignisse kam Söder als Gefangener auf das Schiff Van Imhoff, das als Gefangenentransport nach Bombay unterwegs war. Die Van Imhoff wurde dabei durch ein japanisches Flugzeug bombardiert und getroffen. Die niederländische Mannschaft konnte sich retten, aber nur wenige der deutschen Gefangenen überlebten dieses Unglück. Söder war einer von ihnen. Nach seiner Rettung lebte Söder noch einige Jahre auf Sumatra. Mit Beendigung des Zweiten Weltkrieges kehrte er nach Deutschland zurück. Diese dramatischen Ereignisse haben Söder geprägt und flossen in zahlreiche seiner Werke ein.
Von 1949 bis 1952 erhielt Söder seine erste künstlerische Ausbildung bei Johannes Dreher, in Meppen. Von 1952 bis 1956 studierte er an der Staatlichen Akademie der Bildenden Künste in Stuttgart bei Manfred Henninger und K. Hils und legte dort 1956 die Prüfung als Werklehrer ab.
Wirkungsorte seiner künstlerischen Tätigkeit waren vor allem Ludwigsburg und Stuttgart. Er war Mitglied im Verband bildender Künstler Württemberg e. V. (heute: Verband bildender Künstlerinnen und Künstler Baden-Württemberg e. V.).
Portraits, Figurendarstellungen, Landschaften und Stadtansichten (Stuttgart) waren Themen seiner künstlerischen Auseinandersetzung.
Söders großes Interesse am Portrait zeigt der reiche Bestand an Bildnissen und Figurendarstellungen in seinem vorliegenden Künstlernachlass mit ca. 1000 Werken (Ölbilder, Aquarelle, Zeichnungen). Im Nachlass enthalten sind datierte Werke der 1950er und frühen 1960er Jahre, die sich durch eine realistische Malweise auszeichnen. Während Söder auch in dieser Zeit und in den folgenden Jahrzehnten seine Motive impressionistisch (Deutscher Impressionismus (Malerei)) mit kurzen, farbigen Pinselstrichen ausführte.
Diese Werke erinnern an die Schwäbischen Impressionisten mit Christian Landenberger (1862–1927), Otto Reiniger (1863–1909), Hermann Pleuer (1863–1911), Käte Schaller-Härlin (1877–1973), Maria Caspar-Filser (1878–1968). Künstler, die bereits ab den Zehner Jahren des 20. Jahrhunderts Werke in dieser Malweise geschaffen haben.

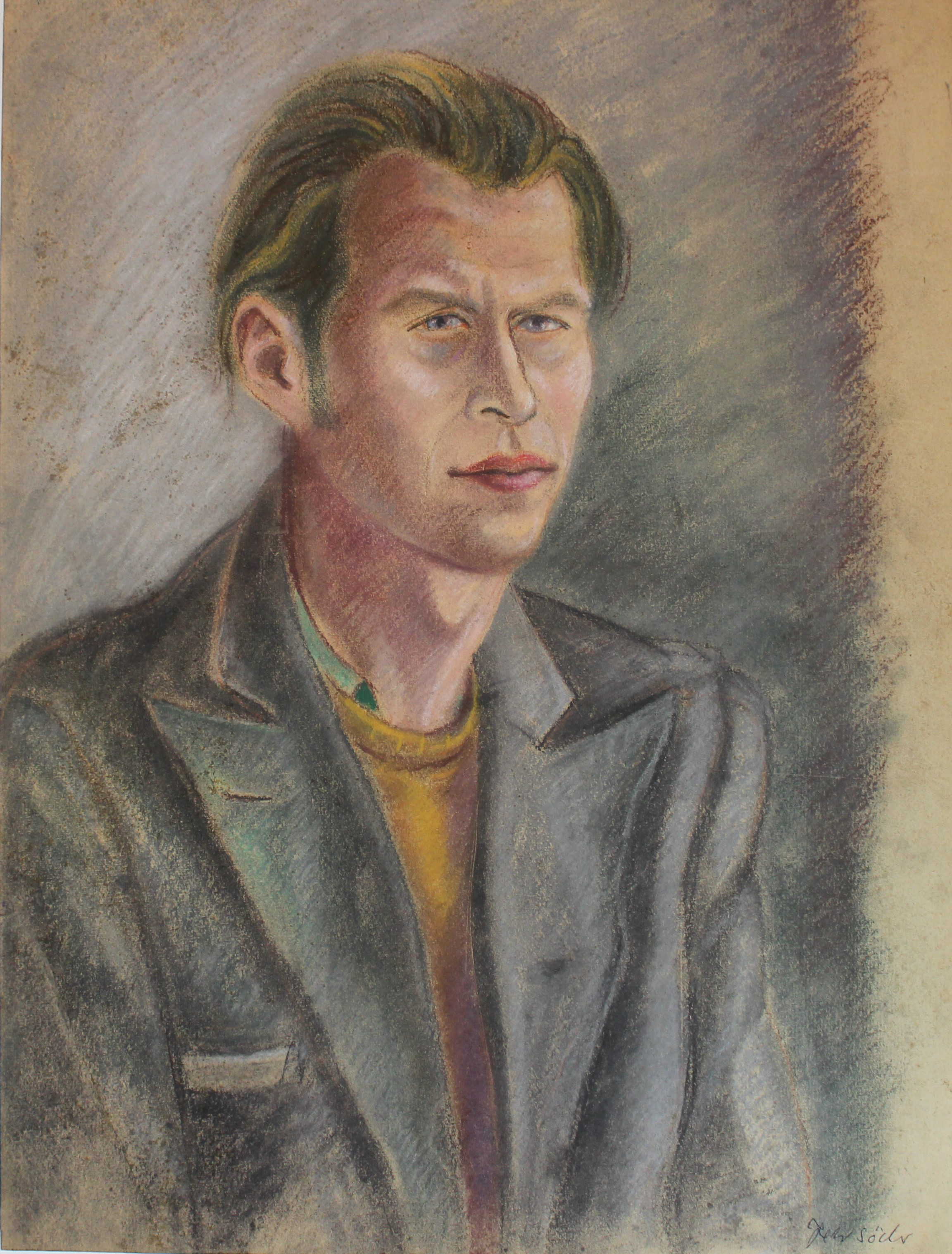
Hans Wilhelm Söder, Selbstbildnis mit Jackett

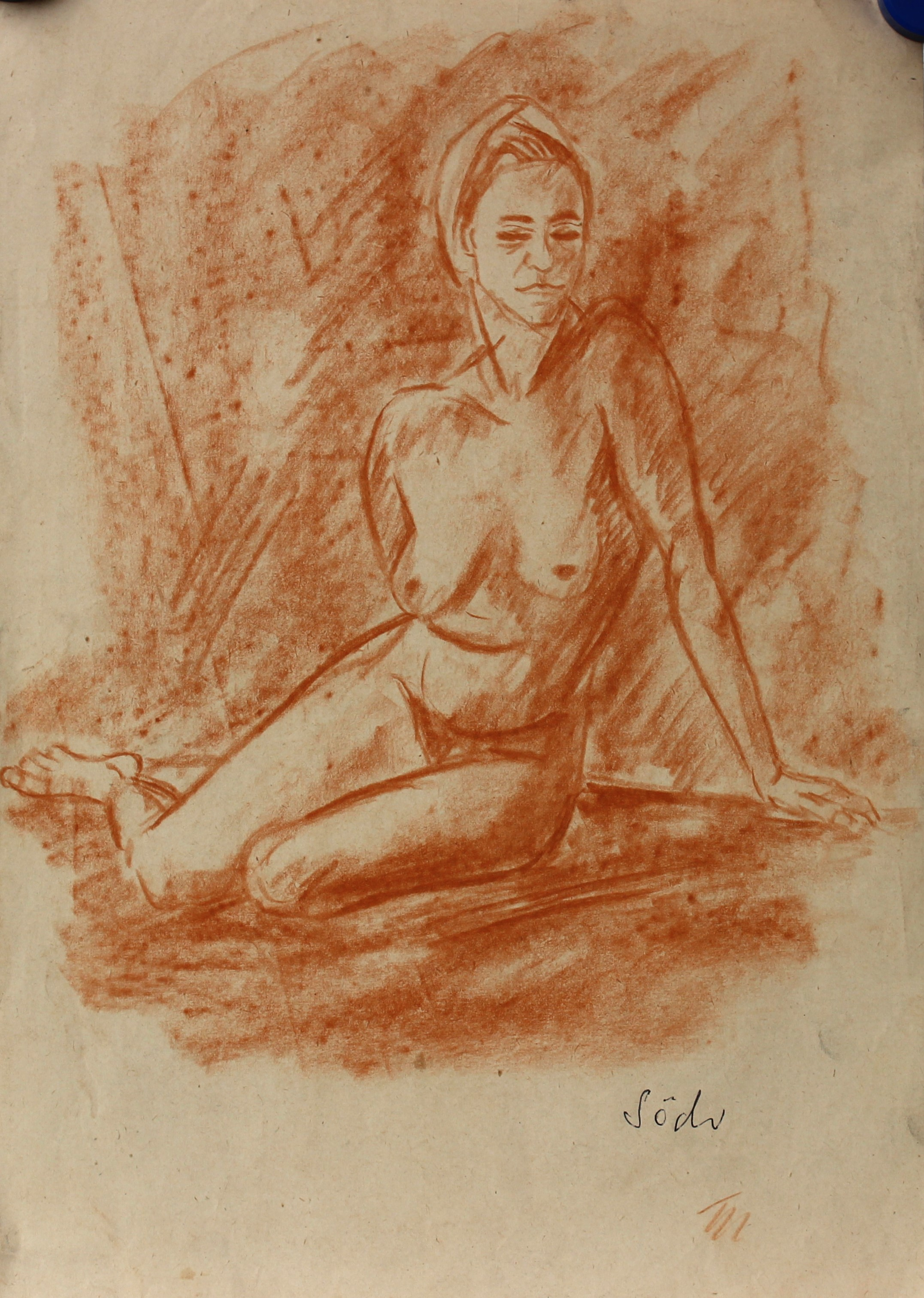
Hans Wilhelm Söder, Studie Frauenakt mit Haarband

## Nachlass
Wolfgang Baumgartner, der Sohn Söders, besitzt und verwaltet den künstlerischen Nachlass seines Vaters sowie dessen Schriftnachlass. Der künstlerische Nachlass umfasst ca. 1000 Werke Söders.

## Museen und Sammlungen
(Quelle: )
- Kunstmuseum Stuttgart
- Landratsamt Ludwigsburg (Kreisarchiv Ludwigsburg)
- Regierungspräsidium Stuttgart
- Sammlung des Ministeriums für Wissenschaft, Forschung und Kunst
- Staatsgalerie Stuttgart
- Stadtarchiv Stuttgart

## Ausstellungen (unvollständig)
(Quelle: )
- 1957: Kunsthaus Fischinger, Stuttgart
- 1971: Stuttgart Killesberg Halle 3
- 1975: Württembergischer Kunstverein
- 1976: Stuttgart Killesberg Halle 3

## Nachweise

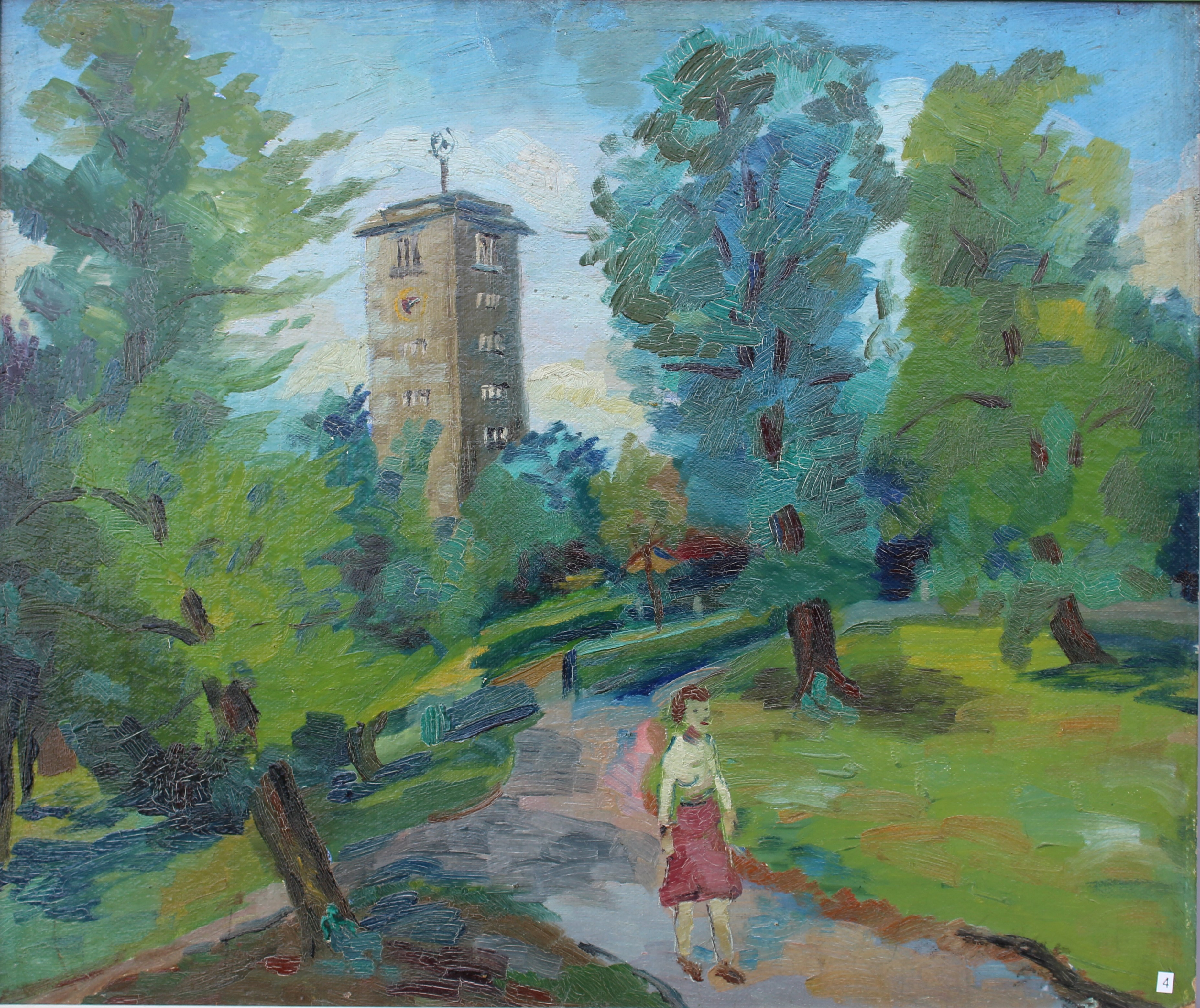
Hans Wilhelm Söder, Hauptbahnhofturm mit Park (Stuttgart).

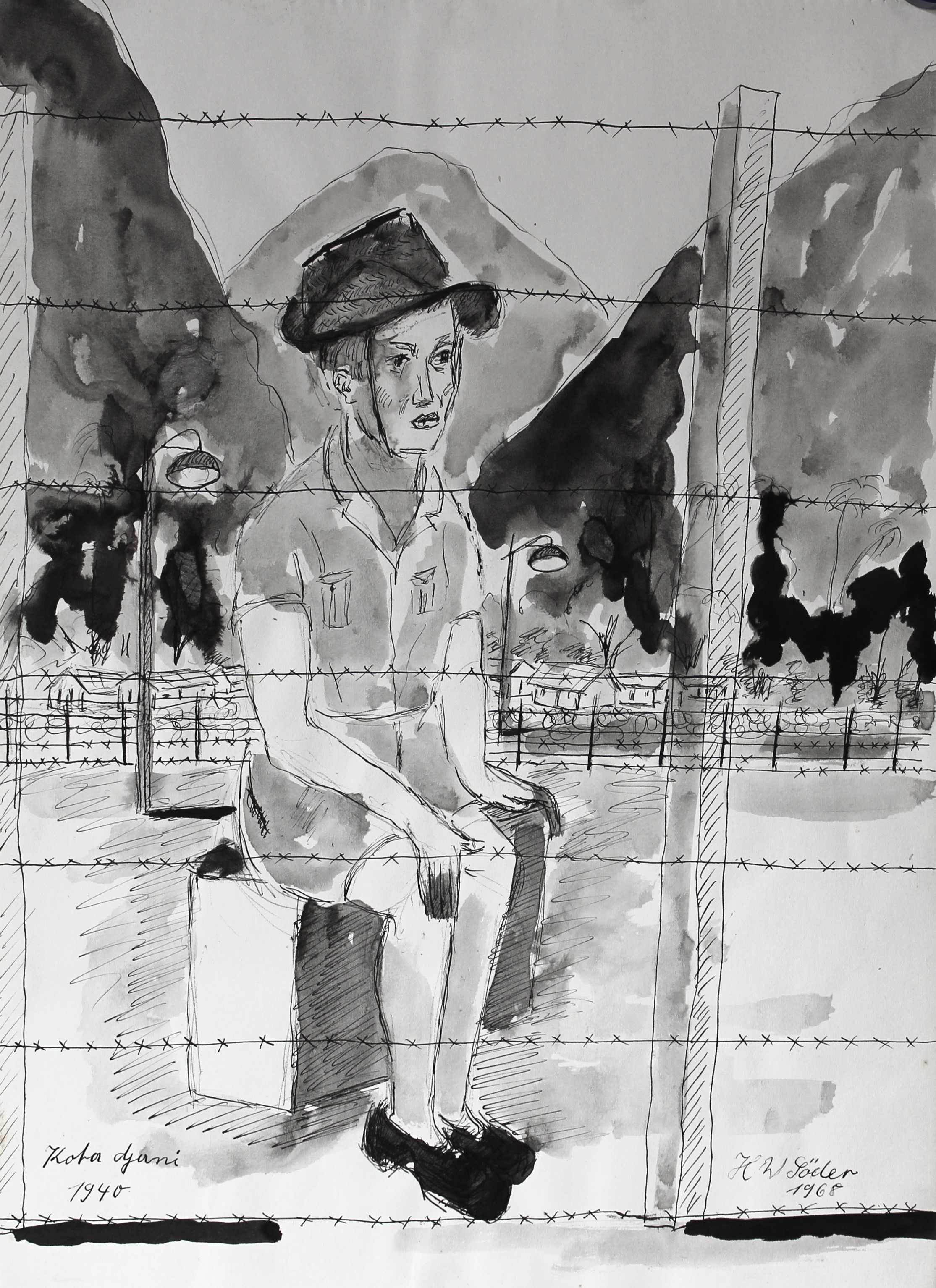
Hans Wilhelm Söder, Im Gefangenenlager auf Sumatra.

1. ↑  Allgemeines Künstlerlexikon - Internationale Künstlerdatenbank - Online. Abgerufen am 22. April 2025.
2. ↑  Künstlerverzeichnis Baden-Württemberg. Stuttgart 1982.
3. 1 2  Wolfgang Baumgartner, Sohn von H.W. Söder
4. ↑  Ausstellungskatalog: Verband bildender Künstler Württemberg e.V. Stuttgart.
5. ↑  Rechercheergebnisse von Sigrid Mahn-Hutta / Kulturdienste Stuttgart
6. ↑  Rechercheergebnisse von Sigrid Mahn-Hutta / Kulturdienste Stuttgart

| Personendaten    | Personendaten              |
| ---------------- | -------------------------- |
| NAME             | Söder, Hans Wilhelm        |
| KURZBESCHREIBUNG | deutscher Maler            |
| GEBURTSDATUM     | 2. März 1921               |
| GEBURTSORT       | Halberstadt                |
| STERBEDATUM      | 1. November 1990           |
| STERBEORT        | Landau an der Isar, Bayern |

## Literatur

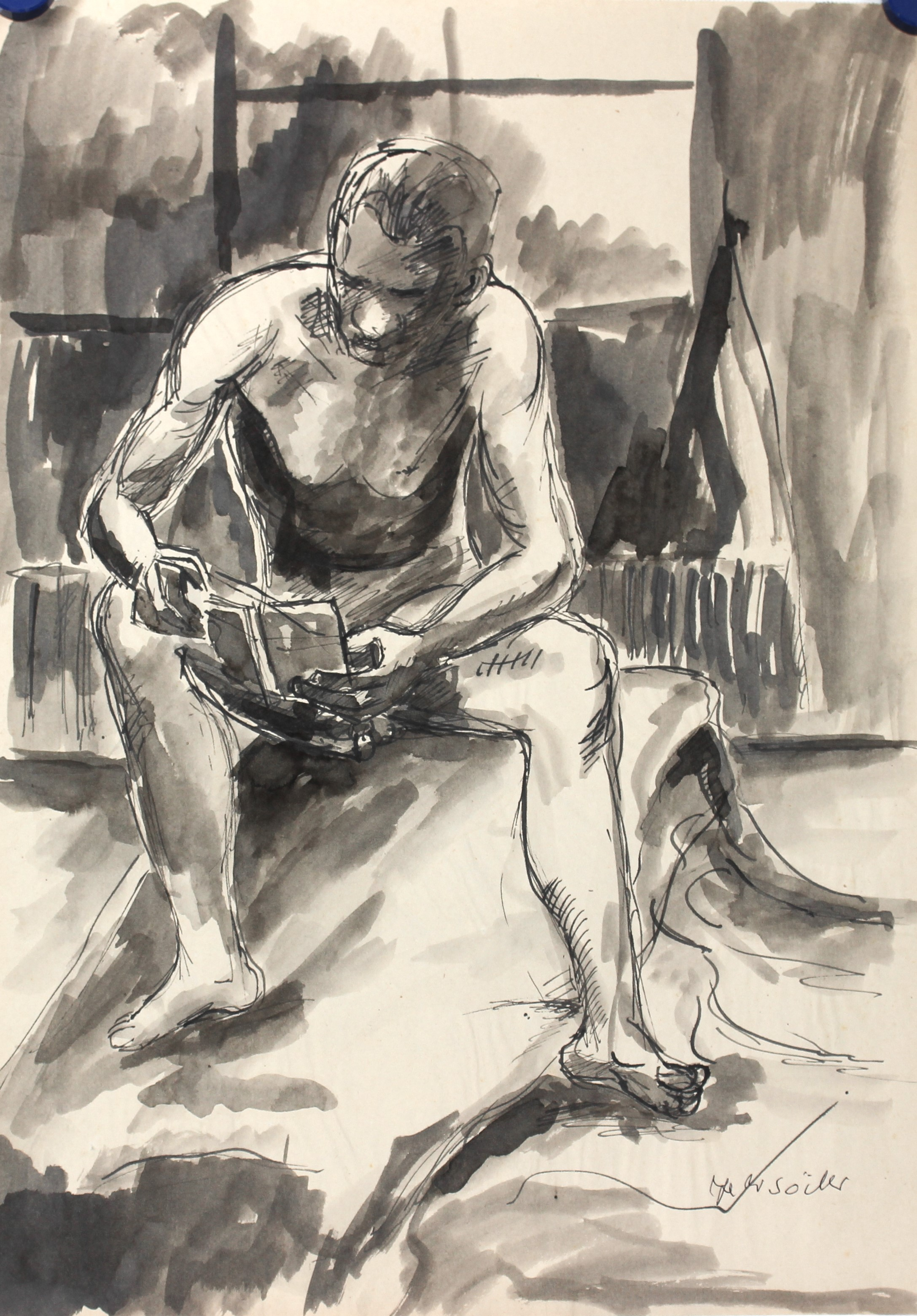
Hans Wilhelm Söder, Studie Sitzender Männerakt mit Buch.

## Weblinks

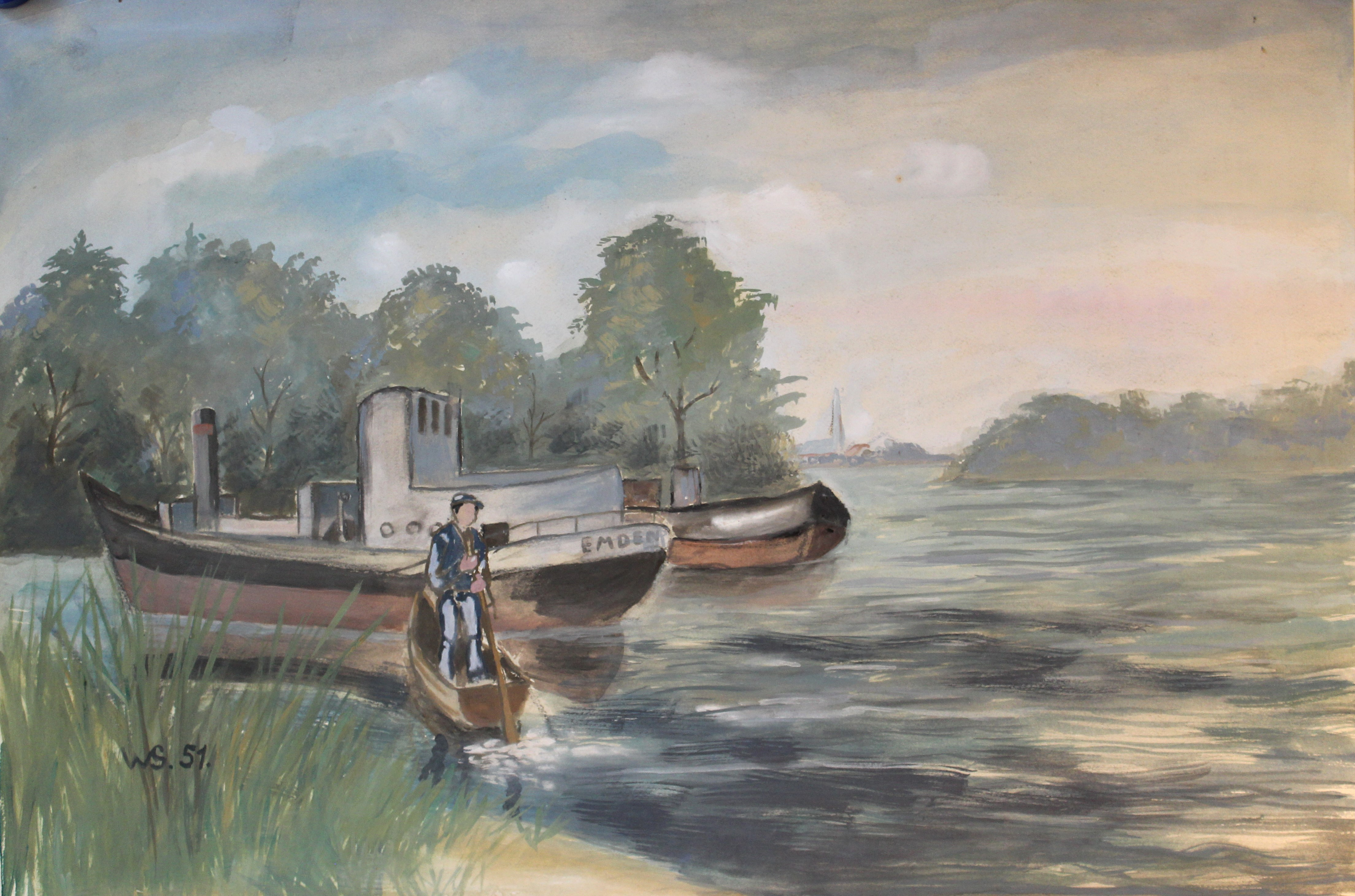
Hans Wilhelm Söder, Wattenmeer Emden mit kleinem Flussdampfer.